# Rhodostrophia excellens
Rhodostrophia excellens là một loài bướm đêm trong họ Geometridae.